# Deutsche Internationale Schule Boston
Die Deutsche Internationale Schule Boston in Boston, Massachusetts (German International School Boston, kurz GISB) ist eine amerikanisch-deutsche Privatschule im Bostoner Stadtteil Allston.
Sie gehört zum Netzwerk der 140 anerkannten deutschen Auslandsschulen gefördert durch das Auswärtige Amt der Bundesrepublik.
Neben Schülern aus Deutschland, der Schweiz und Österreich besuchen vor allem Kinder lokaler Familien aus der Metropolregion Boston die Schule. Insgesamt sind etwa 40 Nationen vertreten. Im Jahr 2017 wurde die Schule für den Deutschen Schulpreis nominiert.

## Entstehung
Die Schule entstand im Jahr 2001 mit Hilfe von Familien und freiwilligen Helfern. Am 15. November 2001 wurde sie von dem damaligen Bundespräsidenten Johannes Rau offiziell eröffnet. Zu dieser Zeit hatte die Schule neun Kinder in der Vorschule und acht Kinder in der 1. und 2. Klasse.
Bis zum Schuljahr 2007/2008 war die Schule in Cambridge angesiedelt. In den Sommerferien 2007 zog sie mit ca. 70 Schülerinnen und Schülern in ein größeres Schulgebäude im Bostoner Stadtteil Allston um. Seitdem bietet die Schule Klassen vom Kindergarten bis zur 12. Klasse für mehr als 300 Schüler an (Stand 2022). Sie hat eine eigene Sporthalle, einen Schulhof und eine Bühne zur Verfügung. Seit dem Sommer 2017 unterhält die Schule zwei Standorte: Das Hauptgebäude in der Holton Street und den sog. Lower Campus, der fußläufig an der Western Ave liegt. Am Lower Campus ist der Kindergarten und die Vorschule angesiedelt. Die Schule ist – auch in den Pandemiezeiten – gewachsen, so dass ebenfalls der Lower Campus ab dem Schuljahr 2022/23 mit 7 Gruppen vollständig ausgelastet ist.

## Bildung/Unterricht
Die Kinder werden schon im Kindergarten an das Lesen und Schreiben herangeführt, sie lernen früh andere Kulturen kennen und respektieren. An der Schule werden die gleichen Fächer wie in Deutschland unterrichtet. Die Schule orientierte sich ursprünglich an dem Lehrplan Thüringens und im Gymnasialzweig auch nach den Vorgaben des von der KMK festgelegten Kerncurriculums. Der Lehrstoff und die Benotung entsprechen denen eines Gymnasiums. Dabei zielt der Unterricht darauf ab, dass die Schülerinnen und Schüler zunehmend Verantwortung für den eigenen Lernprozess übernehmen.
Zusätzlich zum deutschen Lehrplan wird American History/Social Studies in englischer Sprache unterrichtet. In diesem Fach lernen die Schüler die amerikanische Geschichte kennen.
An der Schule gibt es bilingualen Unterricht. Englisch wird auf muttersprachlichem Niveau unterrichtet. Neuankommende Kinder werden allmählich an dieses Niveau herangeführt und durch ein ELL-Programm unterstützt.
Ab der 6. Klasse wird außerdem Französisch und Spanisch unterrichtet. Die GISB bietet auch Deutsch als Zweitsprache (DAZ) an.
Die Schule bietet ein attraktives Sportprogramm an, das u. a. Schwimmen, Klettern und Skifahren umfasst.
Seit dem Schuljahr 2012/13 bietet die Schule das komplette Klassenspektrum vom Kindergarten bis zur Deutschen Internationalen Abiturprüfung und dem Massachusetts High School Diploma an.
In der Jahrgangsstufe 10 absolvieren die Schüler der GISB ein einwöchiges Betriebspraktikum.
Im Juni 2013 haben zum ersten Mal Schüler der GISB die Deutsche Internationale Abiturprüfung (DIAP) abgelegt. Die Absolventen der ersten drei Jahrgänge wurden an folgenden Colleges und Universitäten angenommen: Bard College, Bates College, Bennington College, Commonwealth Honors College at University of Massachusetts Amherst, Danube Private University, Fordham University, Humboldt-Universität Berlin, Maastricht University, New England Institute of Art, The New School, Northeastern University, Sarah Lawrence College, Seton Hill University, Universität der Bundeswehr München (University of the German Federal Armed Forces München). Folgejahrgänge hatten u. a. Absolventen und Absolventinnen, die nach Harvard oder Stanford gingen. Ab dem Schuljahr 2022/2023 wird die Schule in der Oberstufe aufsteigend das Fach Informatik als Abiturprüfungsfach anbieten. Zusätzlich haben dann Schülerinnen und Schüler das Angebot, ein Abitur im Fach Ethik abzulegen. Schülerinnen und Schüler haben somit ab diesem Jahrgang die Möglichkeiten, stärkere Schwerpunktentscheidung für die gymnasiale Oberstufe zu und das Deutsche Internationale Abitur zu treffen.
Die für die Schule zuständige Auslandsvertretung ist das Deutsche Generalkonsulat in Boston, das die Schule in ihrer Schulentwicklung unterstützt. Ein Mitglied des Generalkonsulats nimmt beratend an den Sitzungen des Vorstandes teil.

## Events
- Am 13. September 2007 fand ein deutsches Oktoberfest statt, mit dem das neue Schulgebäude eingeweiht wurde. Seitdem findet das Fest jährlich statt.
- Am 28. September 2007 wurde an der Schule das Bundesverdienstkreuz an Ernst-Richard Matthiensen verliehen. Er unterstützte die deutsche Schule in New York und die GISB bei deren Gründungen. Bodo Reinisch, ein weiterer Mitgründer der Schule, war von 2009 bis 2013  Vorsitzender des Schulvereins. Auch er ist Träger des Bundesverdienstkreuzes.
- Jährlich finden u. a. der traditionelle Christkindlmarkt statt.
- Die Schule unterhält eine aktive Partnerschaft und einen mehrmonatigen Austausch mit der Deutschen Schule in Oslo. In der Oberstufe findet ein weiterer Austausch mit dem Alexander-von-Humboldt-Gymnasium in Konstanz statt. Beide Austausche fördern das gegenseitige Verständnis unterschiedlicher Kulturen.
- Vor Ort kooperiert die Schule mit der Jewish Community Day School und mit der Französischen Schule in Boston.
- Im Jahr 2017 wurde die German International School Boston für den Deutschen Schulpreis nominiert und gehört damit in diesem Jahr zu den 14 besten deutschen Schulen.